# Lords of Summer
«Lords of Summer» (укр. Володарі літа) — пісня американського рок-гурту Metallica, що вийшла синглом у 2014 році.
Пісню «Lords of Summer» було вперше зіграно 16 березня 2014 в Боготі, Колумбія. Про її виконання стало відомо ще наприкінці минулого року, коли Metallica оголосила концертне туре «Metallica By Request» (укр. На замовлення), в якому слухачі зможуть самостійно обирати пісні. Кожного вечора гурт виконував 17 композицій, за які проголосувало найбільше фанатів, а також нову пісню, яка мала шанси опинитися на наступній студійній платівці. Музика «Lords of Summer» була швидкою та наповненою важкими гітарними рифами, а у тексті розповідалося про гастролюючих музикантів, які метафорично порівнювалися із блідими вершниками, «володарями літа».
Влітку 2014 року «Lords of Summer» вийшла окремим синглом, який містив так звану «початкову версію» (англ. first pass version), записану в студії, а також живе виконання композиції в Римі. Восени того ж року до Дня музичного магазину вийшло лімітоване (4 тис. примірників) видання синглу на 12-дюймовому вінілі.
Врешті решт, «Lords of Summer» не потрапила до 12 композицій, що вийшли на наступному студійному альбому Metallica Hardwired … To Self-Destruct (2016). Менше з тим, на неї було знято відеокліп (режисер Бретт Мюррей), і пісня також потрапила до бонус-треків делюкс-видання альбому.

## Зміст і стиль
За словами барабанщика Ларса Ульріха, пісня була натхненна майбутнім туром гурту у 2014 році, як він пояснив в інтерв'ю журналу Metal Hammer: «Вона про перебування на відкритому повітрі і фестивалях, і ось ми знову тут« . Будучи швидкісною треш-метал-піснею в дусі ранніх робіт Metallica 1980-х років і будучи самореферентною за своєю природою з точки зору ліричного змісту, пісня відсилає до низки “класичних” треків того періоду, особливо до “The Four Horsemen” і “No Remorse” (обидві з альбому “Kill ”em All», 1983): «Pounding, pounding, no remorse / Lords of summer set on course / Pushing, pushing horsemen ride / Lords of summer undenied».

## Реліз
Гурт випустив пісню в цифровому вигляді через iTunes Store 19 березня 2014 року в демо-версії.  Згодом вони випустили пісню в більш доопрацьованому вигляді, під назвою «First Pass Version», в цифровому вигляді в червні.  Пізніше того ж року вони випустили пісню на 12-дюймовому синглі до Дня музичних магазинів «Чорна п'ятниця», з концертною версією пісні, записаною в Римі, як бі-сайдом. Тираж синглу був обмежений 4 000 копій . 13 травня 2015 року на YouTube вийшов ремікс на пісню від The Glitch Mob .

## Список треків
| Garage demo version | Garage demo version                     | Garage demo version                          | Garage demo version |
| #                   | Назва                                   | Автор музики                                 | Тривалість          |
| ------------------- | --------------------------------------- | -------------------------------------------- | ------------------- |
| 1.                  | «Lords of Summer» (garage demo version) | James Hetfield, Lars Ulrich, Robert Trujillo | 8:20                |

| First pass version | First pass version                     | First pass version         | First pass version |
| #                  | Назва                                  | Автор музики               | Тривалість         |
| ------------------ | -------------------------------------- | -------------------------- | ------------------ |
| 1.                 | «Lords of Summer» (first pass version) | Hetfield, Ulrich, Trujillo | 8:21               |

| Black Friday exclusive vinyl single | Black Friday exclusive vinyl single                                                                | Black Friday exclusive vinyl single | Black Friday exclusive vinyl single |
| #                                   | Назва                                                                                              | Автор музики                        | Тривалість                          |
| ----------------------------------- | -------------------------------------------------------------------------------------------------- | ----------------------------------- | ----------------------------------- |
| 1.                                  | «Lords of Summer» (first pass version)                                                             | Hetfield, Ulrich, Trujillo          | 8:21                                |
| 2.                                  | «Lords of Summer» (live version) (Recorded July 1st, 2014 at Rock in Rome Sonisphere, Rome, Italy) | Hetfield, Ulrich, Trujillo          | 8:48                                |